# Supercoupe de la CAF 2010
Navigation
Édition précédente Édition suivante
La Supercoupe de la CAF 2010 est la dix-huitième édition de la Supercoupe de la CAF, compétition inter-clubs organisée par la Confédération africaine de football. C'est également la septième où les deux participants sont les vainqueurs de la Ligue des champions de la CAF et de la Coupe de la confédération. Cette édition se déroule le 21 février 2010 en république démocratique du Congo à Lubumbashi, et voit la victoire du club congolais du TP Mazembe face au Stade malien.

## Participants

### Le vainqueur de la Ligue des Champions
Le vainqueur de la Ligue des champions est le TP Mazembe, il s'agit de son troisième titre dans cette compétition. Cette édition de la Supercoupe de la CAF est sa première participation. 

### Le vainqueur de la Coupe de la Confédération
Le vainqueur de la Coupe de la confédération est le Stade malien, il s'agit de son premier titre dans cette compétition. Cette édition de la Supercoupe de la CAF est sa première participation.

## Résultat

### Match
Le match opposant les deux vainqueurs des deux coupes africaines a toujours lieu sur le terrain de celui qui a remporté la Ligue des champions. Le vainqueur étant congolais, la rencontre a donc lieu en république démocratique du Congo, plus précisément à Lubumbashi.
| 21 février 2010 | TP Mazembe                | 2 - 0 | Stade malien | Stade Kibasa-Maliba, Lubumbashi |
|                 | Sunzu 16e · Singuluma 80e |       |              |                                 |
|                 | Rapport                   |       |              |                                 |

### Vainqueur
| Supercoupe de la CAF Vainqueur 2010 |
| ----------------------------------- |
| TP Mazembe Premier titre            |